# Copa (vas)

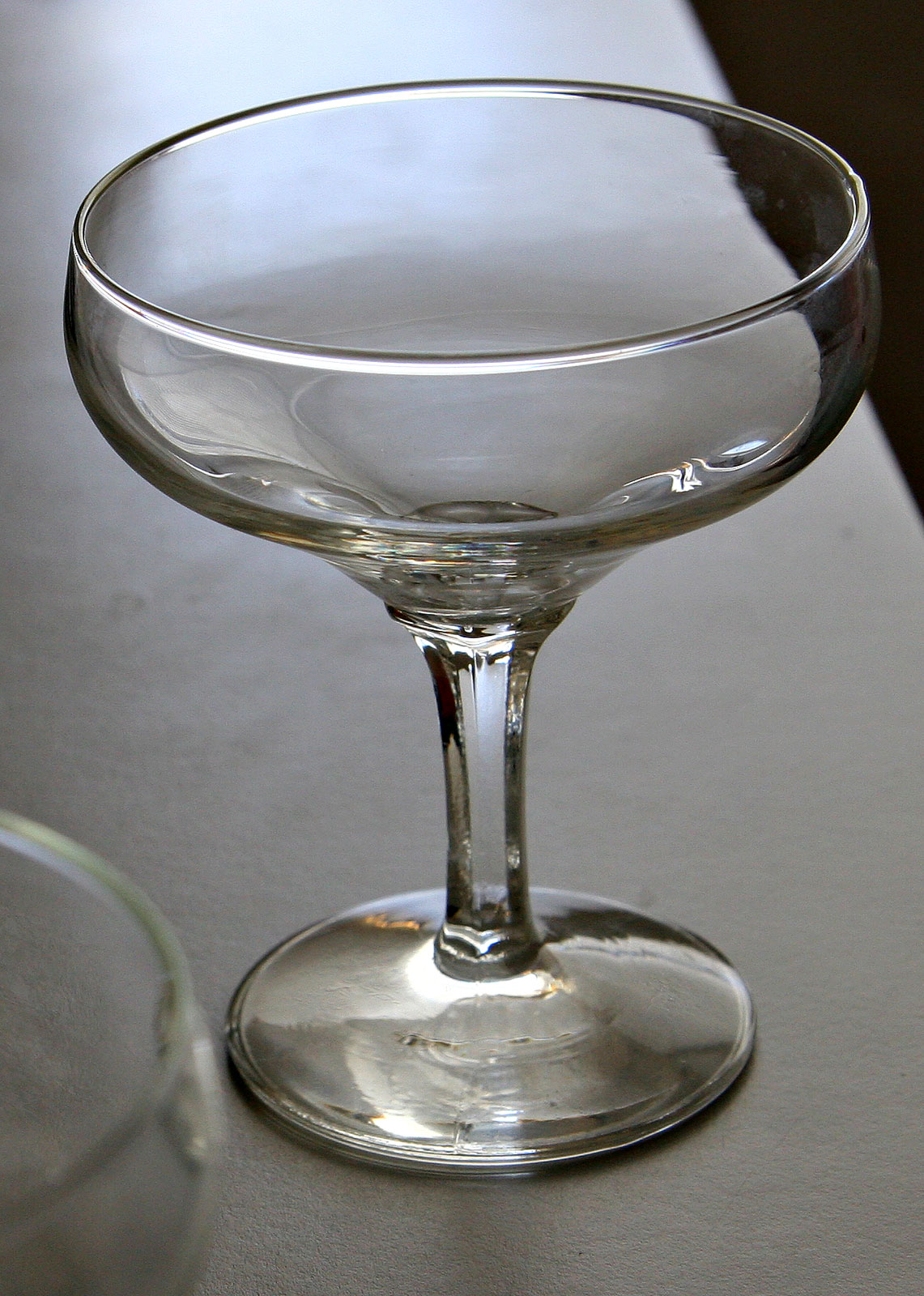
Copa de cristall

Una copa és un vas destinat a contenir líquid per a beure que posseïx un peu com base. Per extensió, també designa la quantitat de líquid que conté (per exemple, beure's una copa de vi).
La tapadora d'una copa o d'un got és la sobrecopa o (el sobrecop).

## Història
Encara que els primers recipients per a beure cervesa (anterior al vi) de tipus gerro es remunten a el 3000 aC, fins al segon mil·lenni aC no es pot començar a parlar de copes pròpiament.

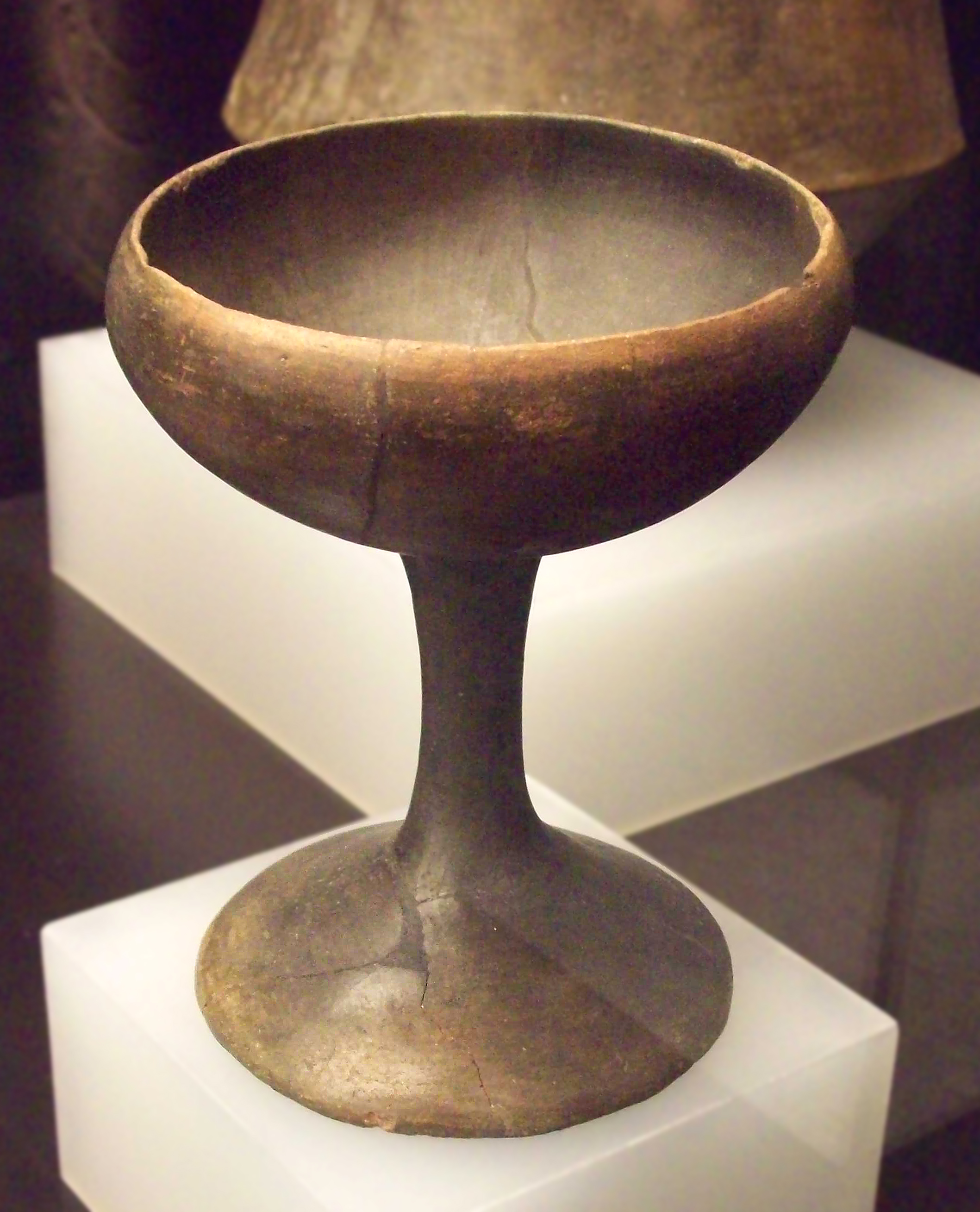
Copa argàrica de l'edat del bronze.

Durant el Bronze Mitjà, la cultura argàrica (en el sud-est de la península Ibèrica) va realitzar copes amb argila cuita. Són objectes característics dels aixovars funeraris de la fase avançada d'aquesta civilització.
Romans i fenicis usaven una única copa per a tota la família, que es col·locava a la meitat de la taula per a ús de tots. A causa del seu alt preu, només les famílies riques se'n podien permetre una, normalment de luxe i molt pesada.
La situació va canviar amb l'aparició de la tècnica consistent a bufar el vidre, que va fer més assequible posseir copes de vidre, encara que seguien sent cares a més de fràgils. Amb el pas del temps les tècniques van evolucionar i el preu del vidre i, per tant, de les copes, va baixar.
En el Renaixement es van produir nous dissenys realment espectaculars amb nous materials i incrustacions. Durant el segle xvii es canvia el vidre per cristall, més brillant i més mal·leable que el primer.
El 1977 se certifiquen les copes per a degustació. La forma, el gruix del cristall i fins i tot el color de la copa influïxen a l'hora de degustar el vi i en la percepció que té el tastador sobre la beguda.
El 2016 Alfonso del Río patentó la copa de vi precintada, la qual li atorga a la copa la funcionalitat de la portabilitat superior a les anteriors copes.

## Mites sobre les copes
La Copa d'Higiea representa la farmacèutica. Durant l'edat mitjana es creia que n'hi havia prou amb beure d'una copa feta amb la banya d'un unicorn per a lliurar-se del mal causat per qualsevol verí. Probablement la copa més famosa és la del Sant Graal, la mítica copa que utilitzà Jesús en l'Últim Sopar i a la qual s'atribuïxen poders sobrenaturals, com ara guarir malalties o també la vida eterna.